# Kalle Pohl

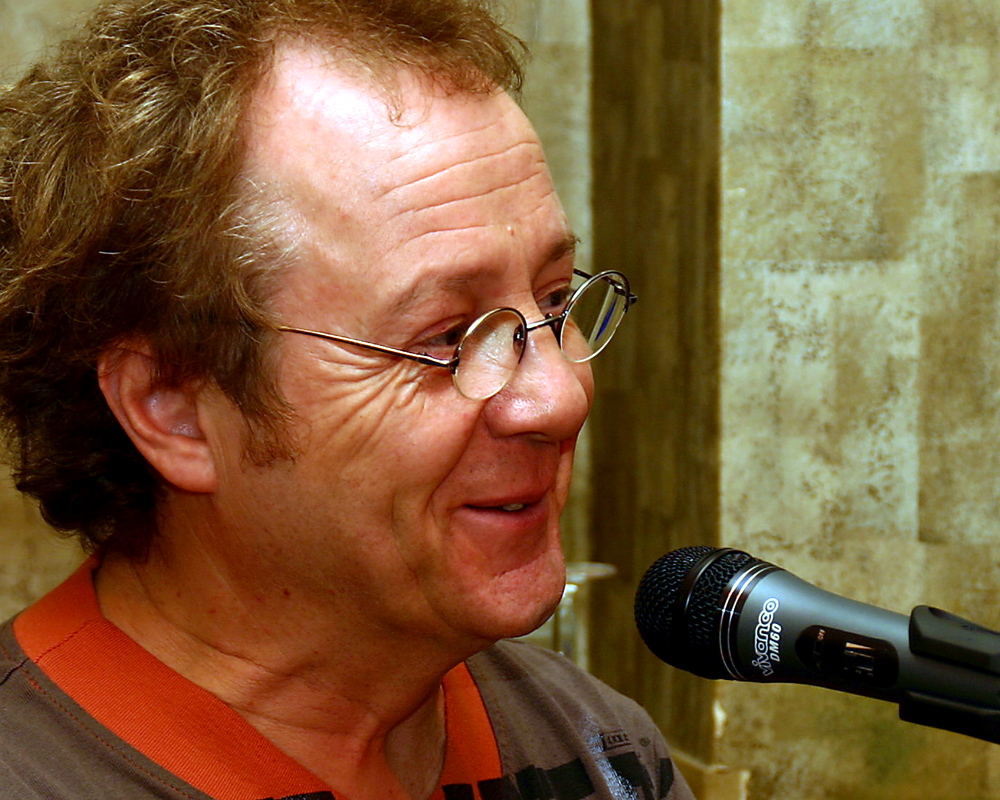
Kalle Pohl, 2006

Karl-Heinz „Kalle“ Pohl (* 20. August 1951 in Düren) ist ein deutscher Musiker und Komiker.

## Biografie
Pohl wuchs in Merzenich auf. Der ehemalige Polizeihauptwachtmeister studierte klassische Gitarre in Köln und verfasste mehrere Musikbücher sowie eine Gitarrenschule für Anfänger und Fortgeschrittene. Von 1985 bis 1996 schrieb Pohl Kabarett-Texte u. a. für Harald Schmidt und Gaby Köster und moderierte diverse Kabarett-Radiosendungen im WDR.
Seit 1996 ist er als Komiker durch das Fernsehen einem breiten Publikum bekannt. Nach einem Engagement in der Comedy-Serie Manngold auf tm3 stieß er 1997 zum Team der RTL-Comedy 7 Tage, 7 Köpfe, zu deren Stammbesetzung er bis zur Einstellung der Sendung 2005 gehörte. Später erhielt er wie die meisten Mitglieder der Show eine eigene Sitcom, Kalle kocht, in der er einen alleinerziehenden Koch spielt. Daneben arbeitete Pohl immer wieder an kabarettistischen Programmen und veröffentlichte diese auch in Buchform und auf CDs. Pohls bekanntestes Alter Ego ist das seines fiktiven Vetters Hein Spack, der regelmäßig seinem Ärger Luft macht.
Im Mai 2007 debütierte Pohl auf der Theaterbühne der Komödie Düsseldorf, wo er die Hauptrolle in dem Stück Norman, bist du es?, einer Komödie von Ron Clark und Sam Bobrick, spielte. Im Oktober 2007 hatte sein Soloprogramm Kalles Kiosk Premiere. 2010 spielte Pohl in der Komödie Düsseldorf die Hauptrolle in dem Stück Denn sie wissen nicht, was sie erben von Erich Virch. 2012 folgten die Hauptrollen in den Theaterstücken Ein schöner Schwede von Laurence Jyl, Premiere in der Komödie am Altstadtmarkt, Braunschweig, sowie Diskretion Ehrensache von Lewis Easterman, Premiere in der Komödie an der Steinstraße, Düsseldorf. Bei den Schlossfestspielen Neersen spielte Pohl 2018 die Hauptrolle in Charleys Tante von Brandon Thomas.

## Werk

### Theater
- 2007: Norman, bist du es?
- 2010: Denn sie wissen nicht, was sie erben
- 2012: Ein schöner Schwede
- 2012: Diskretion Ehrensache
- 2017: Halbgott in Nöten
- 2018: Charleys Tante
- 2020: Floh im Ohr

### Kabarettprogramme
- 1980: Musik ist meine Welt
- 1983: Hausmeister gesucht?
- 1985: Schangsong Pläsier
- 1989: Rettet die Currywurst
- 1996: Zwergenaufstand
- 1999: Nach oben
- 2004: Bettmän
- 2007: Kalles Kiosk
- 2011: Du bist mir ja einer
- 2015: Selfi in Delfi
- 2018: Offen und ehrlich – Von allem das Beste

### Musik
- 1980: Wanna be a Schlagerstar, LP
- 1989: Rettet die Currywurst, Single
- 2000: Dumm Sau TV, Album
- 2002: Immer auf die Kleinen, Single
- 2002: Ladykiller, Album
- 2002: Meine kleine Fleischfachverkäuferin, Single
- 2003: Nee Mamma Nee, Single
- 2003: Heizdecken, Single

### Hörbücher
- 2004: Kalle Pohl liest Spinner von Ralf Kramp
- 2004: Kalle Pohl liest Rabenschwarz von Ralf Kramp
- 2006: Kalle Pohl liest Der neunte Tod von Ralf Kramp
- 2007: Kalle Pohl liest Malerische Morde von Ralf Kramp

### Fernsehsendungen
- 1996: Manngold (tm3, Comedyreihe, 16 Folgen)
- 1997–2005: 7 Tage, 7 Köpfe (RTL)
- 2000: Ihr seid wohl wahnsinnig! Die gefährlichste Show der Welt (RTL, 4 Folgen)
- 2005: Star Leichtathletik (Das Erste)
- 2006: Grünwald Freitagscomedy (BR)
- 2006: Ausgetrickst (Das Erste, Folge 3)
- 2010: Das perfekte Promi-Dinner (VOX)
- 2013: Grill den Henssler (VOX)
- 2014: Immer wieder sonntags (Das Erste)
- 2015: Mit Bock durchs Land (WDR, Folge Vier Beine sind besser)
- 2018: Richtig witzig (SAT1)

### Filmografie
- 1984: Der Schiedsmann (WDR, Fernsehserie)
- 1999: Hans im Glück
- 1999: SK Kölsch (Sat.1, Folge Krieg dem Kölsch)
- 2000: Ritas Welt (RTL, Folge Die Löwenmutter)
- 2003: Großstadtrevier (Das Erste, Folge Auf schmalem Grat)
- 2003: Kalle kocht (RTL, Sitcom, 6 Folgen)
- 2006: Märchenstunde: Frau Holle (ProSieben, Fernsehreihe)
- 2007: Crazy Race 3 – Sie knacken jedes Schloss (RTL, Fernsehfilm)
- 2008: Küsse à la carte (Sat.1, Fernsehfilm)
- 2009: Pastewka (Sat.1, Folge Der Pusher)
- 2011: Tatort: Zwischen den Ohren (Das Erste, Fernsehreihe)
- 2013: Alarm für Cobra 11 – Die Autobahnpolizei (RTL, Folge Geld regiert die Welt)

### Buchveröffentlichungen
- Songtime – Folk, Pop, Klampf & Co. Verlag Student für Europa, Bad Soden am Taunus 1981, ISBN 978-3-921852-08-8 (Gitarrensongs).
- zusammen mit Karl Adamek: Lieder der Arbeiterbewegung – LiederBilderLeseBuch & Gitarrenschule. Büchergilde Gutenberg, Frankfurt am Main 1981, ISBN 978-3-7632-2563-7.
- zusammen mit Bernhard Steinecke: Gitarrenkurse für Anfänger und Fortgeschrittene. Bund-Verlag, Köln 1983, ISBN 978-3-7663-1011-8.
- zusammen mit Bernhard Steinecke: Gitarrensongs – leichte Arrangements und Profiarrangements. Bund-Verlag, Köln 1983, ISBN 978-3-7663-1012-5.
- Akkordeonsongs. Bund-Verlag, Köln 1984, ISBN 978-3-7663-1013-2.
- Saitensprung – mit Kalle Pohl ›spielend‹ Gitarre lernen. Bund-Verlag, Köln 1984, ISBN 978-3-7663-1923-4.
- Straßenmusik und Feten-Fetzer. Bund-Verlag, Köln 1985, ISBN 978-3-7663-1026-2.
- Hausmusik – aber flott. Bund-Verlag, Köln 1986, ISBN 978-3-7663-1031-6.
- Frauen, Geld und Sackgesichter – Gefühlvollergreifendkomische Geschichten. Egmont VGS, Köln 2004, ISBN 978-3-8025-3326-6.
- Asterix op Kölsch 3 – Asterix un dat Kleo. Ehapa Comic Collection, Köln 2004, ISBN 978-3-7704-2290-6.
- Mein Hund, mein Psychiater und ich – Heitere Geschichten, Herzergreifende Fotos. Mariposa-Verlag, Berlin 2018, ISBN 978-3-946424-17-8.

## Auszeichnungen
- 1988: Linzer Kleinkunstpreis
- 1998: Bambi in der Kategorie Publikumspreis Beste Comedy Show für die Show 7 Tage 7 Köpfe
- 1998: Goldener Löwe für 7 Tage 7 Köpfe
- 1999: Goldener Gong, Fernsehpreis mit dem Team von 7 Tage 7 Köpfe
- 2004: Deutscher Comedypreis, Sonderpreis für 7 Tage 7 Köpfe